# Quả cầu Disco

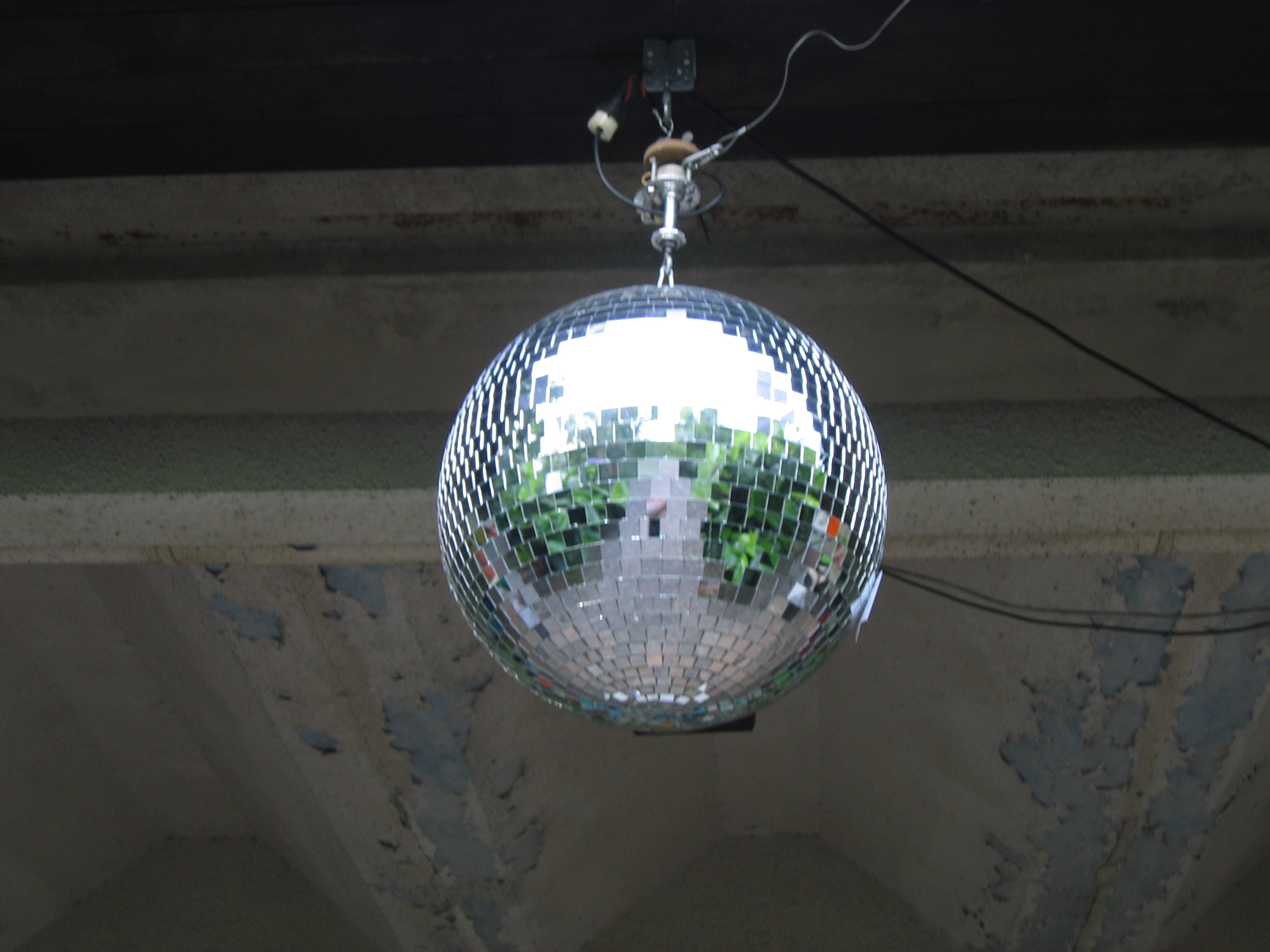
Quả cầu Disco

Quả cầu Disco (còn gọi là quả cầu sàn nhảy, quả cầu gương, quả cầu lấp lánh) là một vật dụng hình quả cầu phản chiếu ánh sáng trực tiếp vào nó theo nhiều hướng khác nhau để tạo ra một màn hình, ánh sáng với những hiển thị phức tạp tại nên muôn màu muôn vẻ và nhiều các luồng sáng làm cho căn phòng trở lên lung linh, lộng lẫy và sống động hơn.

## Cấu tạo và sử dụng
Cấu tạo của quả cầu này bao gồm hàng trăm hoặc hàng ngàn mặt phẳng và bóng kính ghép lại với nhau, gần như tất cả các hình dạng và kích thước của các mặt này đều xấp xỉ nhau. Thông thường quả cầu này được gắn trên trần nhà và được cố định vào một trục thiết bị có gắn bản lề để có thể xoay đều trên một trục thẳng đứng, và được chiếu sáng bởi đèn sân khấu để thấy những đốm vô số ánh sáng quay xung quanh các bức tường của căn phòng.
Quả cầu Disco được đặt thông dụng trong các sàn nhảy, vũ trường, hộp đêm và những điểm giải trí khác. Quả bóng lấp lánh thu nhỏ cũng được bán như là một vật sử dụng cho một số mục đích trang trí, treo lủng lẳng từ gương chiếu hậu hay là một đồ trang trí cây ô tô hay trang trí tại Cây Giáng sinh (Cây thông Giáng sinh￼￼).